# Conioserica eisenmanni
Conioserica eisenmanni är en skalbaggsart som beskrevs av Brenske 1901. Conioserica eisenmanni ingår i släktet Conioserica och familjen Melolonthidae. Inga underarter finns listade i Catalogue of Life.